# Östra Stendörren
Östra Stendörren är en fyr som står 300 meter öster om ön Stendörren i Haninge kommun. Det har funnits fyr på den här platsen sedan 1882. Den fyr som står där idag byggdes 1912. Fyren leder farleden mot Dalarö genom Ramösundet mellan öarna Ramön och Stora Vindåsen och vidare söderut mot Edesön. Fyren drivs idag i privat regi av Lindströms Båtvarv på Smådalarö.